# دوناتلو
دوناتلو (به انگلیسی: Donatello)، با نام کامل دوناتو دی نیکولو دی بتو باردی، (۱۳۸۶ – ۱۳ دسامبر ۱۴۶۶) هنرمند و پیکرتراش معروف ایتالیایی که در دوره اوایل رنسانس از فلورانس بود.
او تا حدی به خاطر کارش در زمینهٔ نقش برجسته، شکلی از پیکرتراشی برجسته و کوتاه، شناخته‌شده‌است.
دوناتلو یکی از پیشگامانی در عرصه هنر بود که بسیاری از هنرمندان چون داوینچی و میکل انژ از دوناتلو الهام می‌گرفتند.

## شروع فعالیت
مجسمه‌ساز دوناتلو در حدود سال ۱۳۸۶ در فلورانس ایتالیا متولد شد، وی از سنین پایین نزد مجسمه سازان شناخته شده آن زمان شاگردی کرد و به سرعت سبک گوتیک را یادگرفت. قبل از اینکه به ۲۰ سالگی برسد، او درخواست‌های زیادی برای انجام کار دریافت می‌کرد. در طول زندگی حرفه ای خود، او سبکی در مجسمه‌سازی ایجاد کرد که بسیار زنده و احساسی بود و این سبک شهرتی برای او ایجاد کرد که تنها میکل آنژ توانست از آن پیشی بگیرد.
در ۱۴۰۸، دوناتلو به کارگاه‌های آموزشی کلیسای جامع فلورانس بازگشت. در آن سال، او مجسمه مرمری داود در اندازه واقعی را به پایان رساند. این مجسمه به سبک گوتیک که در آن زمان رایج بود و با خطوط ظریف طولانی و چهره بی‌احساس طراحی شده‌است. این کار نشان دهنده نفوذ مجسمه سازان در آن زمان است. از نظر مشخصات فنی، این کار خیلی خوب انجام شده‌است، اما فاقد سبک عاطفی و روش‌های نوآورانه ای است که در کارهای بعدی دوناتلو دیده می‌شود. در اصل، این مجسمه برای قرار گرفتن در کلیسای جامع در نظر گرفته شده بود، ولی در عوض، به عنوان یک نماد تمرد از قدرت برای فلورانسی‌ها، که به مبارزه با پادشاه ناپل در آن زمان مشغول بودند در سالن شهر قرار گرفت. ↵دوناتلو که به سرعت در هنر خود به بلوغ می‌رسید، به زودی شروع به توسعه سبکی کاملاً شخصی کرد که در آن اشکال بسیار چشمگیر تر و عاطفی ایجاد می‌شدند. او مجسمه مرمری سنت مارک که در یک تو رفتگی در دیوار بیرونی کلیسای اورسانمیکله قرار داده شده را طراحی کرد. این کلیسا به عنوان کلیسای گروه‌های قدرتمند هنر و تجارت فلورانس نیز فعالیت می‌کرد.
توسط دوستان و خویشاوندانش دوناتلو نامیده شد، در حدود سال ۱۳۸۶م. در شهر فلورانس به دنیا آمد و در خاندان روبرتو مارلی۱۴ که از دودمانی اصیل بود، پرورش ّیافت. پاکباز می‌گوید دوناتلو پیش از شروع کار حرفه ای اش در فن زرگری کارآموزی می‌کرد به عنوان دستیارً بعداً ۱۴۰۶م. دستیار گیبرتی بود و احتمالاً نانی دی بانکو۱۶ در کلیسای جامع مشغول به کار بوده و از وی فن ّحجاری مرمر را آموخته‌است. «نام او نخستین بار در فهرست هنرمندانی که در کلیسای جامع فلورانس کار کرده‌اند آمده‌است آثار وی محل بروز ویژگی‌های گوتیک، ّ کلاسیک و اغراق‌آمیز بود که در طول مدت فعالیت هنری اش و به ترتیب، بر دیدگان مخاطبین آشکار گردید. صدر، گرایش‌ها کلاسیک وی را دلیل تثبیت شهرتش می‌داند.

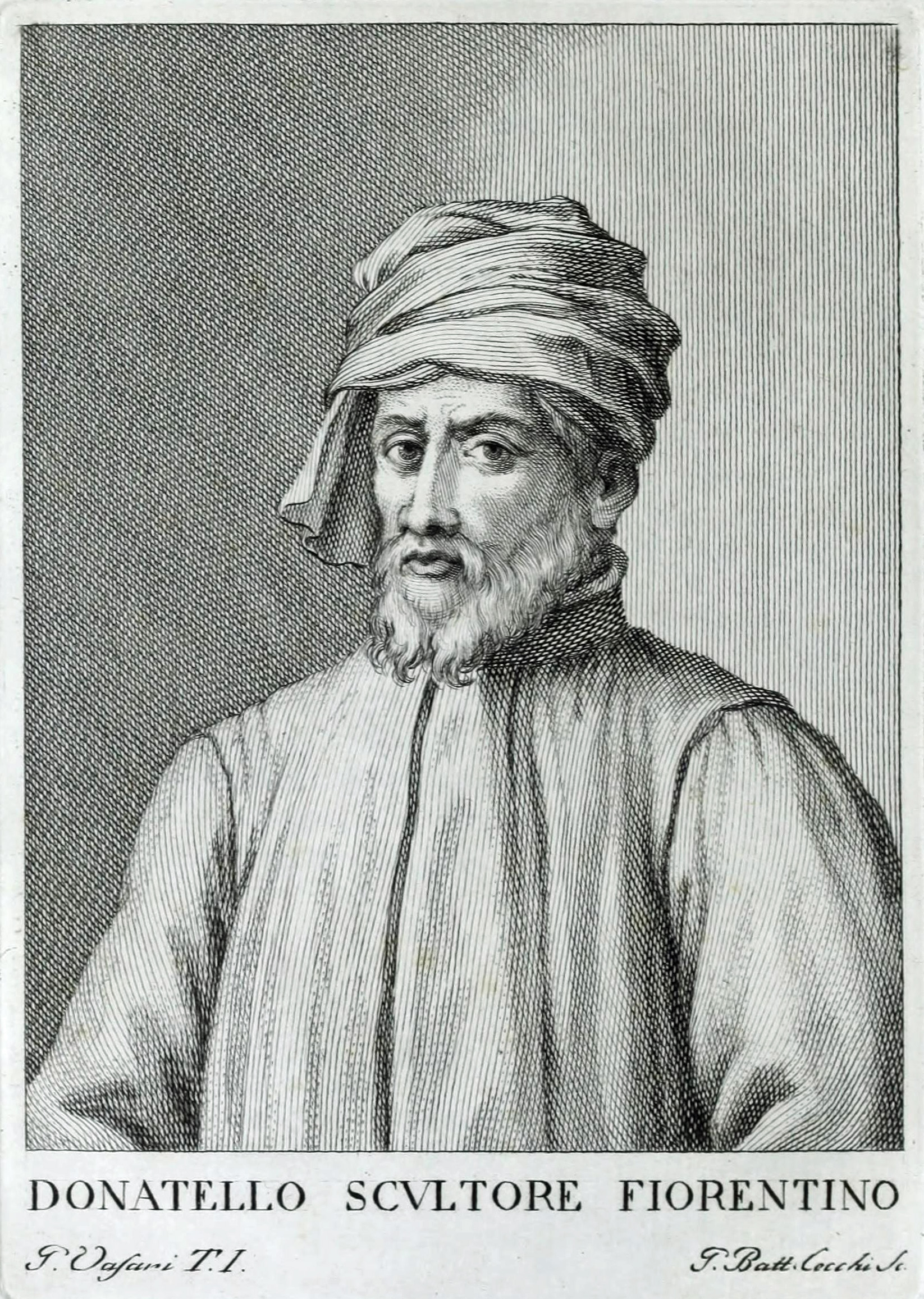
پرتره دوناتلو

## اوایل حرفه
فعالیت و آثار دوناتلو تأثیر ژرفی بر دیگر پیکرتراشان و هنرمندان دوره رنسانس نهاد.
پیکره مفرغی داود (متعلق به حدود ۱۴۳۰میلادی) نخستین پیکره آزاد ایستاده و برهنه بود که از روزگار باستان به بعد ساخته می‌شد؛ زیرا ساخت چنین پیکره ای در سالهای سده میانه مسیحیت، عملی زشت و بت پرستانه به‌شمار می‌رفت.
این پیکره برهنه واجد همان تناسبات پیکره‌های برهنه روزگار باستان است و نقطه تعادل محورهای متضاد، تنش و آرامش پیکره یادآور نمونه‌های تقلیدی رومی پیکره‌های هلنی است.
دوناتلو به ریخته‌گری از چهره‌های برنز اشاره دارد. در این مواد، اولین کار خود را - یک مجسمه لویی تولوز، که به او دستور داده شد برای تزئین طاقچه در یا سان میشل. این یکی از آثار تاریخی قابل توجه‌ترین، که منعکس کننده درک درستی از حرمت شاهکار شخصی است، در دوران رنسانس غالب شد.

## تأثیر دوناتلو بر رنسانس
دوناتلو صد و پنجاه سال قبل از رنسانس متعالی می‌زیست او برای سفارشی به شهر دیگری به مدت دو سال می‌رود ولی زمانی که به میلان بازمی‌گردد مجسمه‌هایی که هنر را به اوج رسانده بود مشاهده کرد و متوجه الهام گرفتن هنرمندان دیگر از خودش می‌شود.

## مجسمه داوود
برای اولین بار دوناتلو مجسمه داوود را ساخت که بعدها میکل انژ و برنینی تحت تأثیر وی داوود را ساختند. 

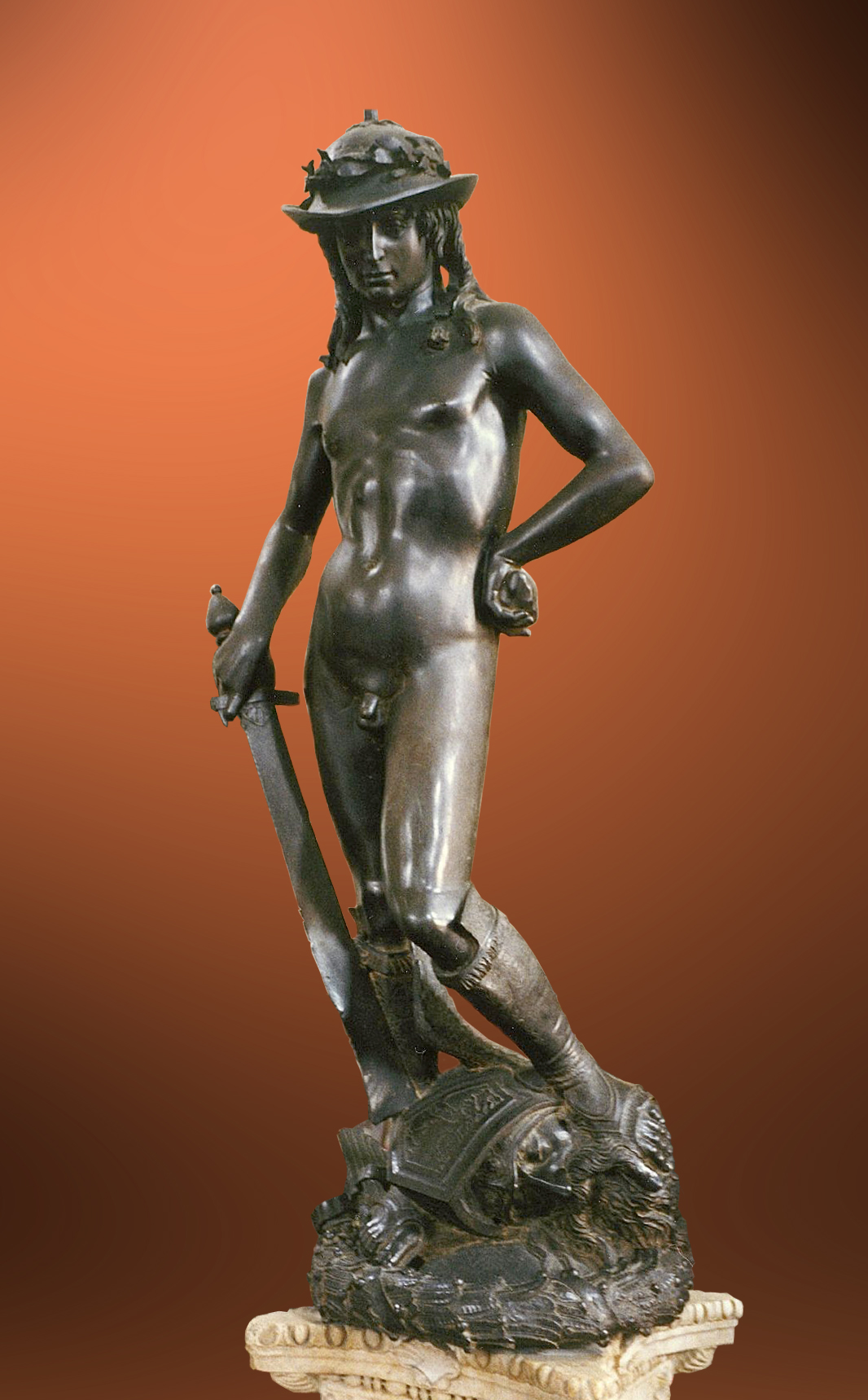
مجسمه داوود اثر دوناتلو جنس برنز

تندیس با کتیبه ای آراسته شده حاوی این نوشته: «خدایان کسانی را که برای دفاع از میهن شان شجاعانه می‌جنگند حتی در رویارویی با مهیب‌ترین دشمنان یاری خواهند کرد. داوود مغرورانه و در عین حال ناشیانه ایستاده، دست چپ را به کمر زده، سرش رو به بالا و به جانب راست متمایل و پاهایش را از هم گشوده‌است؛ وی با اعتماد به نفس و خودبین به نظر می‌آید و پیداست که از پیروزی اش خشنود است این خودبینی بیشتر از نحوه ایستادن داوود ناشی می‌شود تا از چهره اش، که کمتر اثری از شخصیت پردازی در آن دیده می‌شود. در این مجسمه همچون مجسمهٔ سنت جرج یا گئورگیوس قدیس که در ادامه به آن پرداخته می‌شود، هنوز برخی تأثیرات هنر گوتیک مشهود است. دیوید لیندسی معتقد است این دو اثر به شدت به هنر گوتیک فرانسه و به ویژه معماری گوتیک نزدیکند. به نظر لیندسی ممکن است این نزدیکی ّ تصادفی به نظر آید، اما با این میزان از شباهت‌های ساختاری و فنی، احتمال تصادفی بودن این نزدیکی کمتر می‌گردد. ارتباط فرانسه و ایتالیا، به ویژه از زمان تبعید پاپ از ایتالیا به فرانسه که همزمان با شروع ساخت این مجسمه به پایان رسید بیشتر شد؛
حضور معلمان و کلیساییان ایتالیایی در فرانسه و برخی فرقه‌های مذهبی در ایتالیا ّغان معماری گوتیک بودند، از مهم‌ترین مبلِ نظیر سیستری ّو از هنر و معماری همه می‌تواند از علل متأثر شدن آثار اولیه دوناتل گوتیک باشد. از ویژگی‌های پیکرتراشی دوران گوتیک (اوج و پسین) می‌توان به عدم تبعیت مطلق از شریعت مسیح در خلق آثار، ّی گونه ای از رئالیسم و جلوه‌هایی از شخصیت پردازی، امکان تجلً شخصی به دور از جزم اندیشی در چارچوب آثارِ ارائهٔ تفاسیر نسبتاً هنری و تبعیت از معماری اشاره کرد. ناتورالیسم به کار رفته در پیکره که در قالب اصل انتقال وزن آن هم به‌طور ناقص به نمایش درآمده، تلاش در ایجاد حالت در پیکره و جامه پردازی خشک و نامتناسب با بدن، نمایانگر ّو ّ حضور ســنت گوتیک در این اثر است
این حضور در آثار دوناتل چندان غریب نیست. به نظر هاوزر اگرچه سبک قرون وسطایی- روحانی مآب کهنه می‌نمود اما هنوز اقتدار خود را در میان اقلیت ّ قابل توجهی از طبقهٔ متوسط حفظ کرده بود و از سویی ظهور و افول یک سبک امری ناگهانی نبود؛ یک سبک می‌توانست تا مدت‌ها بعد از افول خود اثراتی بر جای گذارد. هاوزر هنر دوناتلو را نزدیک به هنر ساده و سخت گیر جوتو۲۱ می‌داند؛ هنری که به ویژگی‌های فکری و فرهنگی خاستگاه سیاسی و اجتماعی خود، طبقهٔ متوسط شهری، که اکنون صاحب قدرت سیاسی و اقتصادی فلورانس هستند، نزدیک است. از جملهِ خصلت‌های هنر این طبقه، واقع گرایی و خردگرائی بود که در سایر امور زندگی این طبقه از جمله اقتصاد نیز شأنیت داشت هاوزر معتقد است، هنر دوناتلو «هنر جامعه ای است که هنوز برای زندگی خویش می‌جنگد، هرچند به‌طور کلی خوش بین بوده و به پیروزی یقین داشته باشد؛ این هنر عصر نوین قهرمانی در تکامل سرمایه‌داری و دورة جدید فتح است. احساس قدرت مطمئن نیزکه تصمیم‌های سیاسی این سال‌ها بیانگر آن است در واقع گرایی پرهیبت هنر تبیین می‌شود» (همان، ۳۳ .(پیکره داوود، همراه با کتیبه و دلالت‌های آشکار و ضمنی دینی و سیاسی اش نقش قهرمان رنسانس آغازین را بازی کند، قهرمانی بی پیرایه و ساده اما استوار بر پای خود از طبقهٔ متوسط که یکبار در اواخر قرن دوازده و اوایل قرن سیزده میلادی اقتدار یافته،

## حرفه
دوناتلو اکثراً با سنگ‌هایی چون مرمر و برنز مجسمه می‌ساخت. حوضهٔ اصلی دوناتلو در باب ساخت اناتومی و ساختار بدن انسان بود و سوژهٔ آثار وی افرادی مشهور چون پادشاهان و قدیس‌های ان زمان بود
بیشترین موضوعی که وی برای آثارش انتخاب می‌کرد موضوع به صلیب کشیدن عیسی مسیح بوده‌است که جزء آثار بسیار مشهورش شناخته می‌شود.

و بعد از مسیح افرادی چون پادشاهان بر روی اسب موضوع اصلی کارهایش بود.

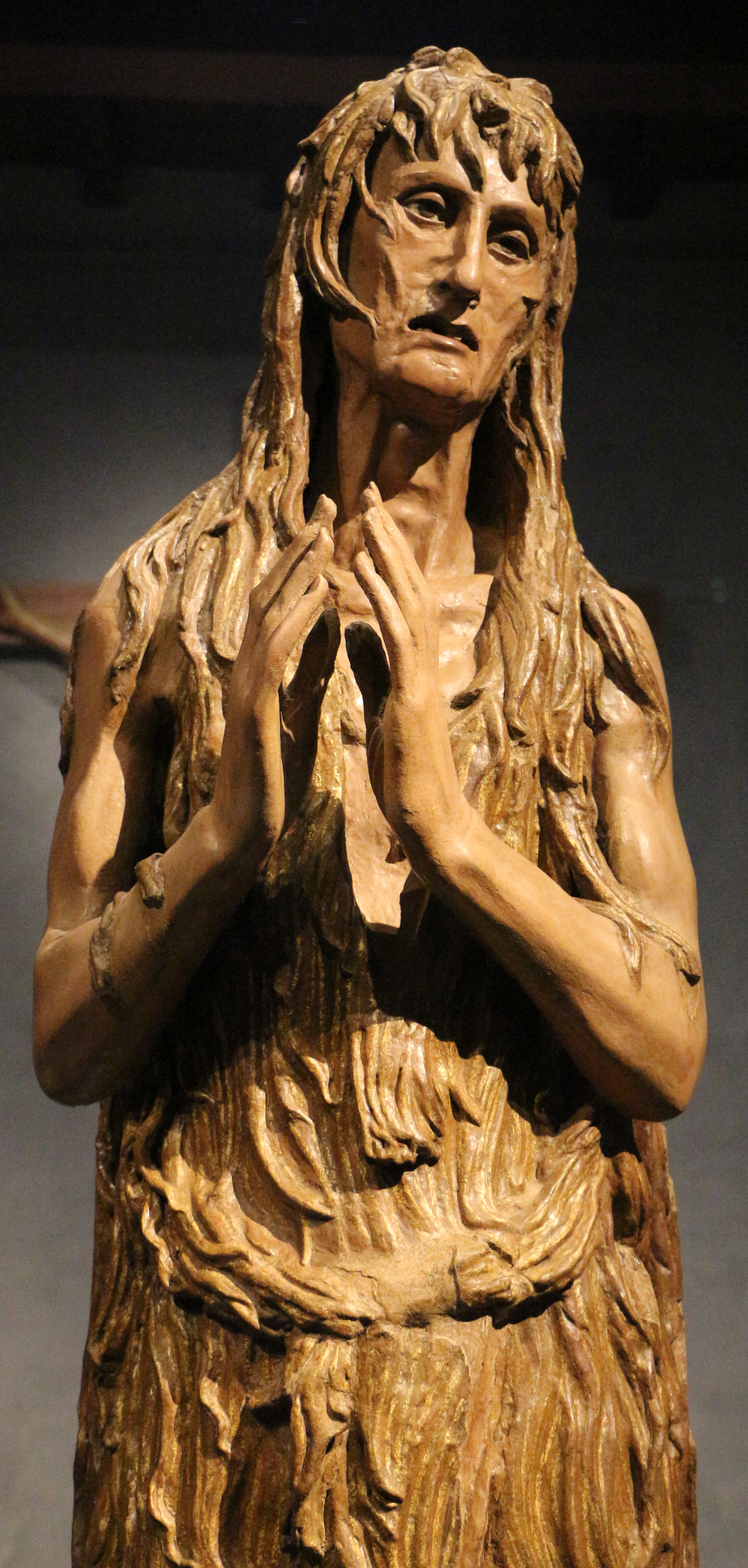

علاوه بر تجربیات فراوان دوناتلو در مجسمه‌سازی با سنگ مرمر، او با برنز نیز آثار شاخص زیادی خلق کرد. در این خصوص بسیاری او را به عنوان یک مجسمه‌ساز بزرگ برنز کار می‌شناسند. از آثار برنز اولیه دوناتلو می‌توان به تندیسی از تلوسه که در حدود سال ۱۴۲۳ در اندازه واقعی برای طاقچه کلیسا خلق شده، اگرچه در این تندیس، ردایی اندام فیگور را کاملاً پوشانده، اما تمام تناسبات دقیق اندام انسان کاملاً مشهود است.
دوناتلو نه تنها مجسمه‌های زیادی را خلق کرد، بلکه طاقچه‌ها و چهارچوبهای کلیساهای زیادی را نیز ساخته‌است. این طاقچه‌ها اولین نمونه‌های سبک معماری جدید رنسانسی هستند که معمار ایتالیایی پایه‌گذار آن بود. در این سبک دیگر تمام فرمهای بجا مانده از سبک گوتیک نیز به‌طور کامل حذف شده‌اند. قابل ذکر است که دوناتلو به تنهایی قادر به خلق این آثار نبود و در برخی کارهای این دوره مازاتچو، پیکر تراش و معماری که دوناتلو با او همکاری می‌کرد، به احتمال زیاد به او کمک کرده‌است. در این همکاری دو نفره، مازاتچو غالباً مسئول ساخت قسمت چهار چوب معماری و مجسمه‌های تزیینی و دوناتلو مسئولیت مجسمه‌های برنزی را به عهده داشته‌است.
از این جهت آثاری که دوناتلو با همکاری مازاتچوانجام داده قرابت زیادی با سبک معماری برونلسکی دارند و بنابراین به‌طور شاخصی از آثاری که دوناتلو به تنهایی در دهه میلادی ساخته متمایزند. آثاری که دوناتلو به تنهایی خلق کرده مبری از تزیینات ارتودکسی هستند که برگرفته از فرمها و هنر کلاسیک باستان، قرون وسطی اند.

## غیبت دوناتلو
در زمان غیبت دوناتلو در فلورانس، نسل جدیدی از مجسمه سازان که غالباً متمایل به کار با مرمر بودند در فلورانس پا به میدان گذاشتند. در این زمان، مجسمه‌های چوبی دوناتلو برای این نسل جدید از مجسمه سازان غریب و شوک آور بودند. شایان ذکر است که بخاطر دوری دوناتلو از فلورانس، بسیاری از آثار برجسته او در خارج از فلورانس به او سفارش داده شده و خلق شده‌اند. از میان آثار دوره متأخر دوناتلو می‌توان به مجموعه مجسمه‌های برنزی که برای کلیسای جامع شهر Siena ساخته شده‌اند؛ اشاره کرد. آخرین سالهای زندگی دوناتلو صرف طراحی و ساخت منبر یا سکوی خطابه دوقلوی برنزی برای کلیسای سن لورنزو در فلورانس شد. این سکوی خطابه که بر روی آن تندیس‌های برجسته کار شده‌است، یکی از معنوی‌ترین و پیچیده‌ترین آثار دوناتلو محسوب می‌شود. بخش‌هایی از این اثر بخاطر مرگ دوناتلو ناتمام باقی ماند و هنرمندان دیگری آن را تکمیل کردند.

## روابط با مدیچی‌ها
یکی از روابط قدیمی و پایدار دوناتلو با خانوادهٔ صاحب‌نفوذ مدیچی بود. او بین سالهای ۱۴۳۳ تا ۱۴۴۳ آثار تزئینی (دکوراتیو) برای کلیسای مدیچی، معروف به سنت لونزو، ساخت. این سفارش شامل ۱۰ نقش‌برجسته بزرگ گچ‌کاری رنگی و نیز دو دَرِ کوچک برنزی می‌شد.
در همین سال‌ها، دوناتلو مجسمهٔ معروف برنزی داوود را ساخت. این مجسمه اولین پیکرهٔ کاملاً برهنه، بعد از دوران باستان (روم و یونان) به‌حساب می‌آمد. نوشته‌ها و اسناد حاکی از آن‌اند که این مجسمه در وسط حیاط کاخ مدیچی‌ها قرار گرفته بود.

## پایان عمر
در اواسط دههٔ ۱۴۵۰ او به فلورانس بازگشت. در این دوره او سفارشی را برای یک مجسمهٔ برنز از جان تعمیددهنده (۱۴۵۷) برای کلیسای سیه‌نا قبول کرد.
دوناتلو در سال‌های آخر عمر خود مشغول طراحی دو سکوی خطابهٔ برنزی برای کلیسای سن لورنزو مدیچی‌ها بود. او در سال ۱۴۶۶ در فلورانس درگذشت و آخرین کارش ناتمام ماند. سرانجام این سکوی خطابه توسط دستیاران دوناتلو تکمیل شد. این اثر به‌عنوان یکی از مهمترین نقش برجسته‌های داستانی رنسانسِ آغازین به‌حساب می‌آید.

## مرگ
در نهایت دوناتلو در سال ۱۴۶۶م درگذشت. او در کلیسای سان لورنزواست که با کار خودش تزئین شده،وی با افتخارات بزرگ به خاک سپرده شد.

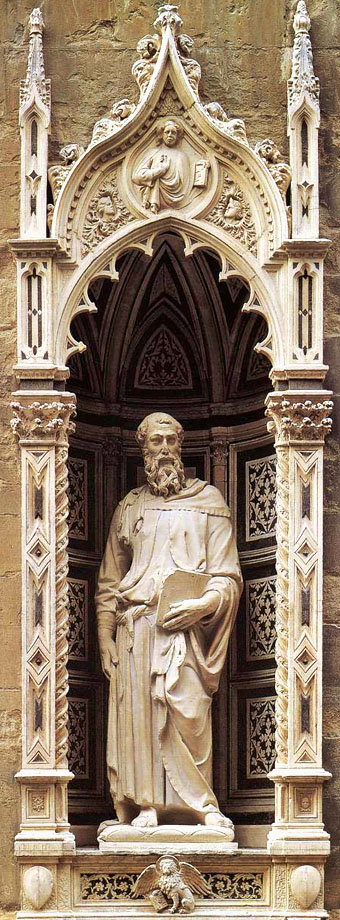